# Avahi (software)
Avahi é uma implementação livre do zero-configuration networking (zeroconf) que inclui um sistema para descoberta de serviços multicast DNS/DNS-SD. Ele está licenciado sob a GNU Lesser General Public License (LGPL).
O Avahi é um sistema que permitem que os programas publiquem e descubram serviços e hospedeiros que estão em execução em uma rede local. Por exemplo, um usuário pode conectar seu computador em um a rede e fazer com que o Avahi informe os serviços de rede que estão executando na máquina que possa permitir o acesso a arquivos e impressoras.
O Avahi possui arquitetura modular e possibilita que sejam criados softwares que o utilizem em várias linguagens de programação. 
Suportado pela maioria das distribuições Linux e sistemas BSD, possui integração com vários ambientes gráficos, dentre eles o GNOME e o KDE.

## Arquitetura de software
O Avahi implementa a especificação Apple Zeroconf, mDNS, DNS-SD e a RFC 3927/IPv4LL. Outras implementações incluem o framework Bonjour (o componente mDNSResponder o qual é licenciado sob a Apache License).
O Avahi fornece um conjunto de ligações de linguagens (Python, Mono, etc.) e é fornecido com a maioria das distribuições Linux e BSD. Devido a sua arquitetura modularizada, grandes componentes de desktop como o Virtual File System do GNOME e a arquitetura de entrada/saída do KDE já integram o Avahi.